# Troubridge Island
Troubridge Island är en ö i Australien. Den ligger i delstaten South Australia, omkring 73 kilometer väster om delstatshuvudstaden Adelaide. Arean är 0,15 kvadratkilometer.
Den sträcker sig 0,6 kilometer i nord-sydlig riktning, och 0,8 kilometer i öst-västlig riktning.
Genomsnittlig årsnederbörd är 719 millimeter. Den regnigaste månaden är juni, med i genomsnitt 144 mm nederbörd, och den torraste är januari, med 16 mm nederbörd.